# Theodor Auer
Theodor M. Auer (* 24. Januar 1899 in Köln; † 23. September 1972 in Bonn) war ein deutscher Diplomat.

## Leben
Sein Vater war Jakob Auer, ein Anteilseigner der Auroramühlen in Köln. Theodor Auer nahm 1918 am Ersten Weltkrieg teil. Auer studierte Rechtswissenschaft in Freiburg im Breisgau und Bonn und trat 1926 in den Auswärtigen Dienst ein.
Auer war 1930 an der Botschaft des Deutschen Reichs in London und 1934 an der Botschaft des Deutschen Reichs in Paris akkreditiert. Zum 1. Januar 1934 trat er in die NSDAP ein (Mitgliedsnummer 3.398.113). Von 1940 bis 1942 war er Generalkonsul des Deutschen Reichs in Casablanca in der französischen Kolonie Marokko. Von 1943 bis 1945 war er im Strafgefängnis Plötzensee in Untersuchungshaft und nach Kriegsende bis 1952 in der Sowjetunion interniert. Ab 1953 stellte ihn die Regierung Adenauer wieder in den Auswärtigen Dienst ein.
Ab 1956 war Auer Botschafter der Bundesrepublik Deutschland in Ceylon. Am 8. November 1963 unterzeichnete die Regierung Erhard ein Kapitalhilfsprogramm mit der Regierung Sirimavo Bandaranaike in Ceylon. Vom 7. bis 14. Februar 1964 besuchte Bruno Leuschner, ständiger Vertreter der DDR im Exekutivkomitee des RGW, Colombo und am 14. Februar 1964 wurde ein Generalkonsulat der Deutschen Demokratischen Republik in Colombo eröffnet. Am 25. Februar 1964 traf der erste Generalkonsul der DDR, Ludwig Zempelburg in Colombo ein und vor ultimo wurde ein Kapitalhilfsabkommen über 200 Millionen Sri-Lanka-Rupie unterzeichnet, worauf die Regierung Erhard ihr Kapitalhilfeabkommen kündigte und Botschafter Auer aus Altersgründen abzog.